# Bosch (geslacht)

Familiewapen van Bosch (1829, 1893)

Bosch (ook: Bosch van Oud-Amelisweerd en Bosch van Drakestein) is de naam van een sinds 1829 adellijk geslacht uit de stad Utrecht.

## Geschiedenis
De oudst bekende voorouder van het geslacht is Jacobus Bosch die in 1677 in Utrecht trouwde. Zijn zoon Hendrick werkte als bontwerker en brandewijnstoker. Een zoon van de laatste werd de eerste bestuurder van de stad. In latere eeuwen dienden telgen ook het provinciaal en nationaal bestuur. Die kleinzoon van de stamvader, Theodorus Gerardus Bosch (1726-1802), werd mede door de brandewijnstokerij steenrijk en deed tevens een fortuinlijk huwelijk. Zijn zoon Paulus Wilhelmus Bosch werd burgemeester van Utrecht maar werd alom niet gewaardeerd, gold als parvenu, en deed een huwelijk met een niet-rooms-katholieke, lutherse dochter van de pikeur van de manege, maar hun kinderen werden wel rooms-katholiek gedoopt; hij werd zelfs gedeballoteerd voor de elitaire sociëteit Sic Semper. R.E. de Bruin schreef in zijn proefschrift Burgers op het kussen in 1986 over hem: "De verhouding van de Maire uit de jaren 1812-1813, Mr. P. W. Bosch van Drakestein tot het stedelijk patriciaat vertoont overeenkomst met die van Olivier B. Bommel tot de Markies de Cantecler". De Bruin "karakteriseert hem als een ambitieuze nieuwkomer met een volstrekt gebrek aan scrupules, mede rijk geworden door de aankoop van goederen die adel en patriciaat vanwege de ongunst der tijden van de hand moesten doen". P.W. Bosch kocht verschillende landgoederen in 1807 en 1811. Nageslacht lukte het wel in de adel te trouwen en leverde rentmeesters, bos- en landbouwers.
In 1829 en 1893 werden twee telgen verheven in de Nederlandse adel en verkregen voor hen en hun nageslacht het adellijke predicaat jonkheer/jonkvrouw. In 1836 verkregen verscheidene telgen bij Koninklijk Besluit naamswijziging van Bosch tot Bosch van Drakestein.
In 1989 waren nog tien mannelijke telgen in leven, de laatste geboren in 1988.

### Bezittingen
Het geslacht was bezitter van Drakestein en de Lage Vuursche (1807-1959), Oud-Amelisweerd (1811-1951), Nieuw-Amelisweerd (1811-1964) en Drakenburg (1860-1938 [?]). Dit leidde tot twee takken met de toenaam inzake hun bezittingen, naast telgen zonder enige toenaam, al dan niet officieel:
- Bosch van Oud-Amelisweerd (uitgestorven in 1988).
- Bosch van Drakestein.

De vier (adellijke) huizen en landgoederen die begin 19e eeuw werden aangekocht, werden tussen 1951 en 1964 van de hand gedaan.

## Enkele telgen

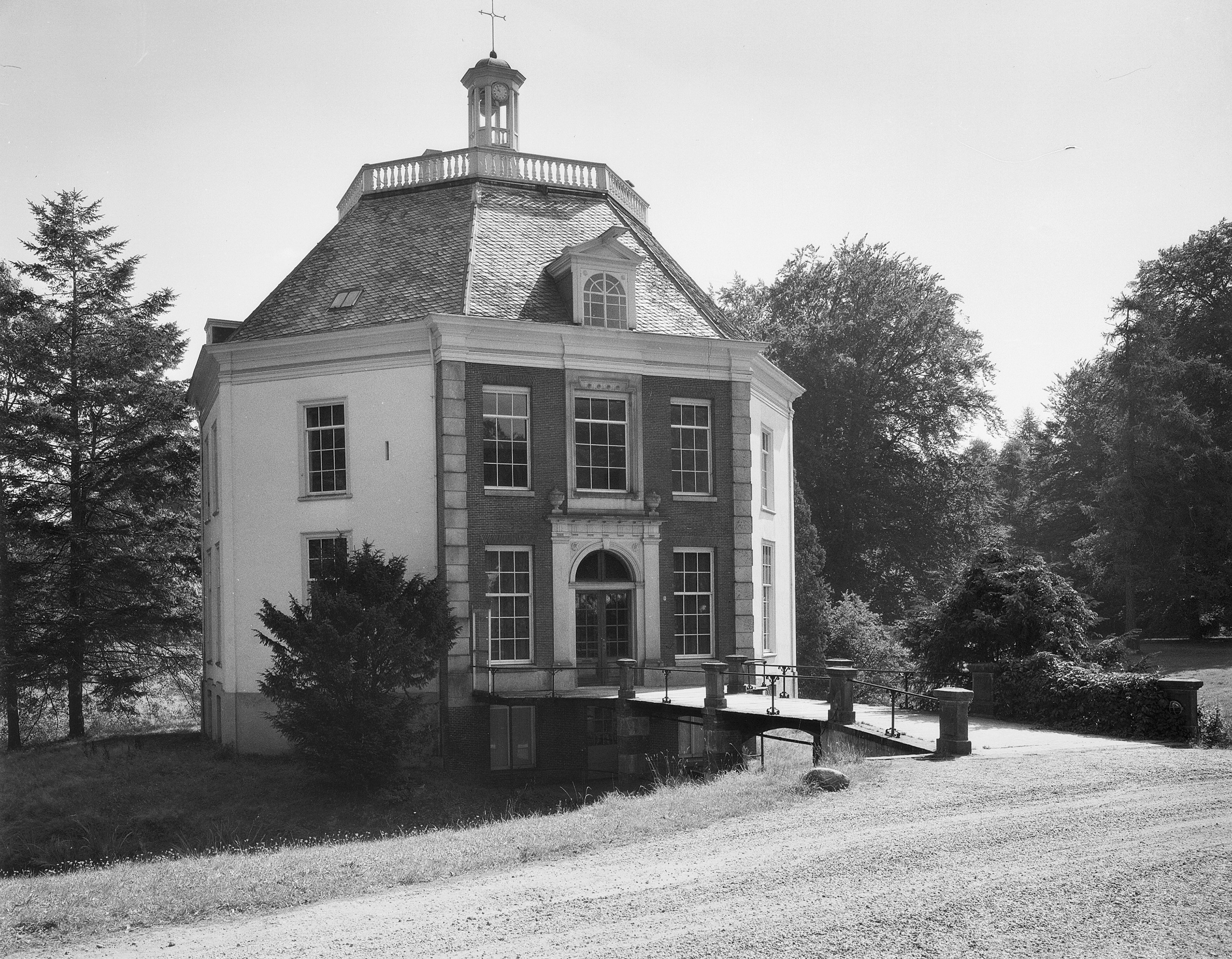
Drakestein (1959)

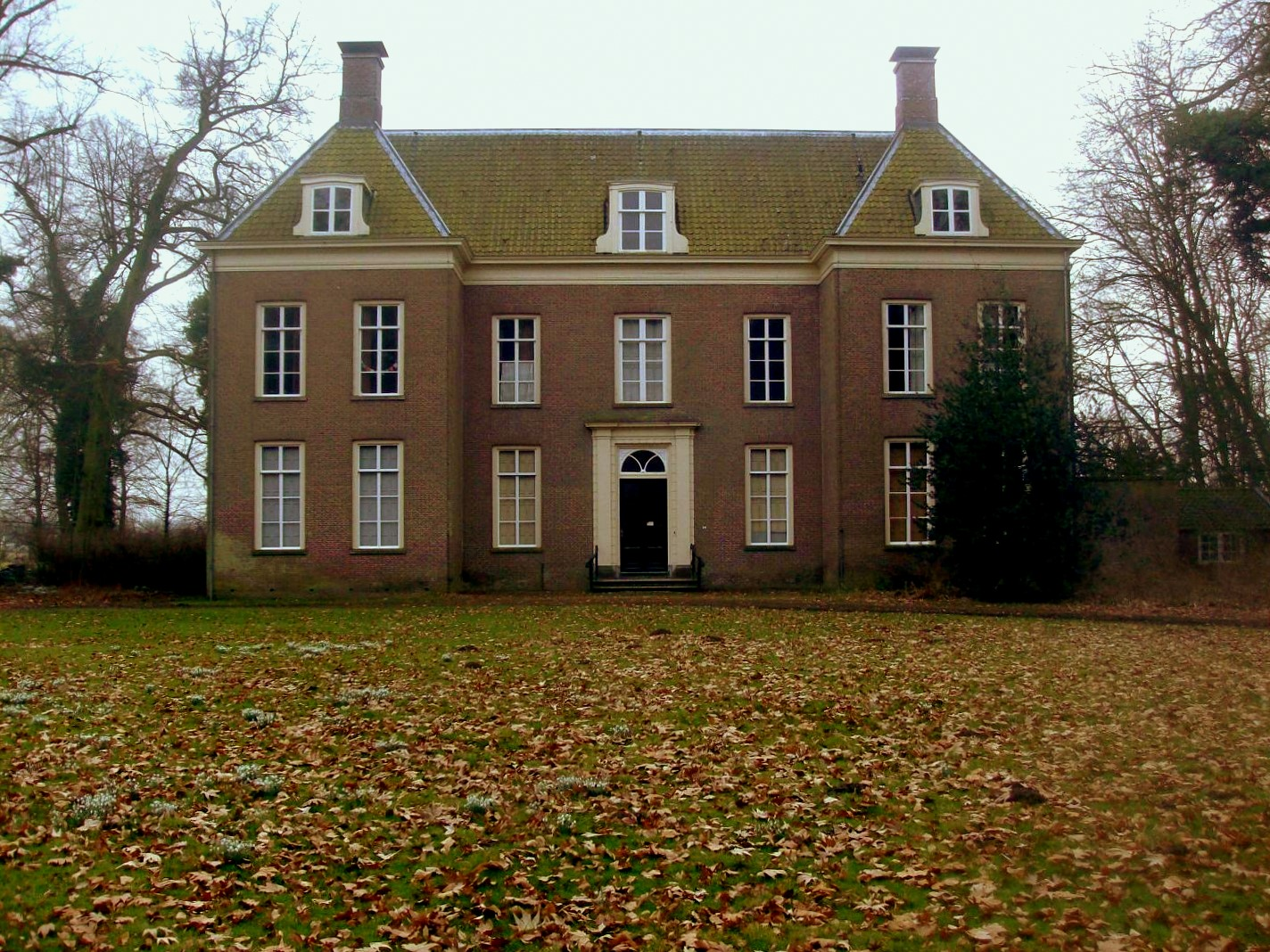
Oud-Amelisweerd (2009)

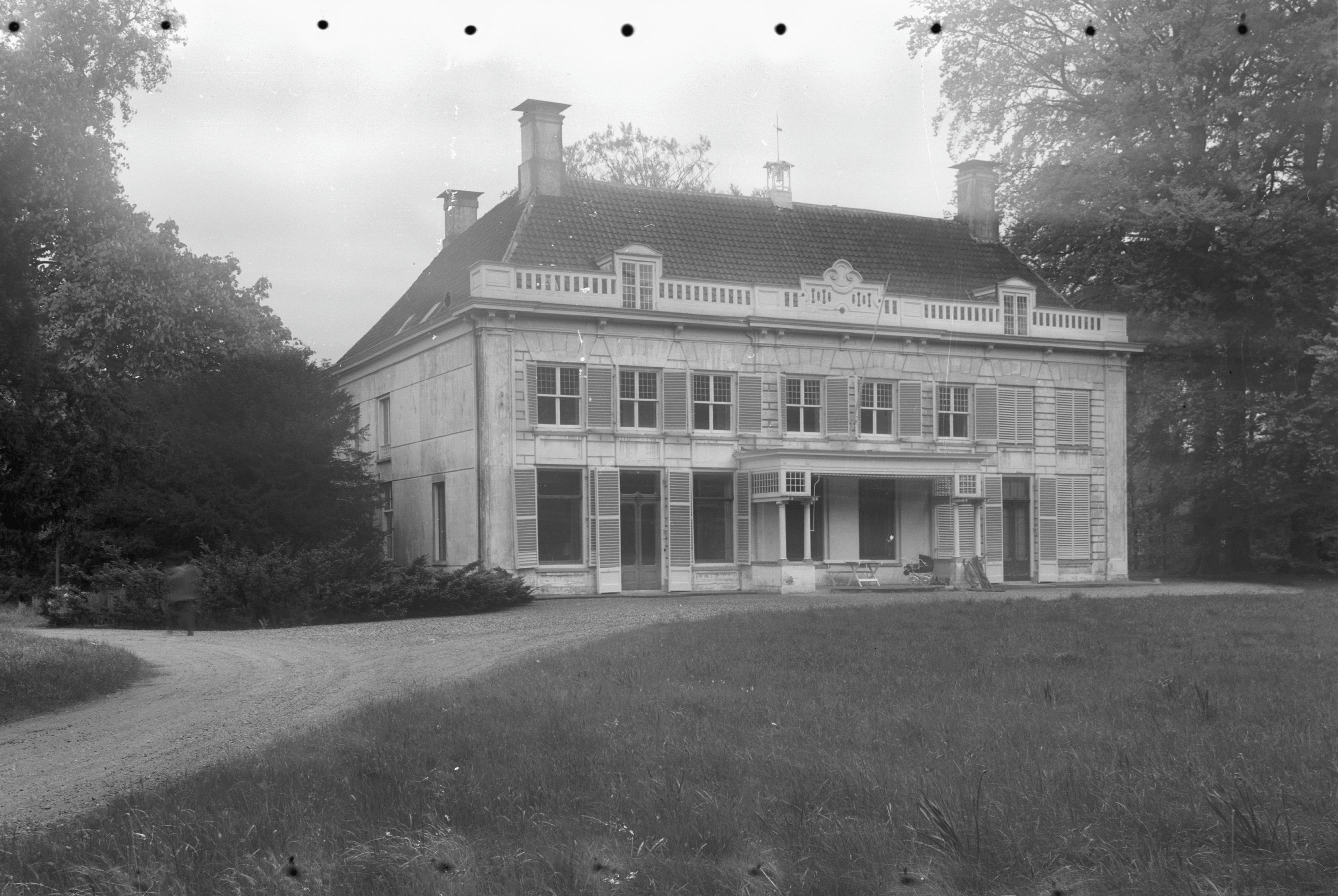
Nieuw-Amelisweerd(1963)

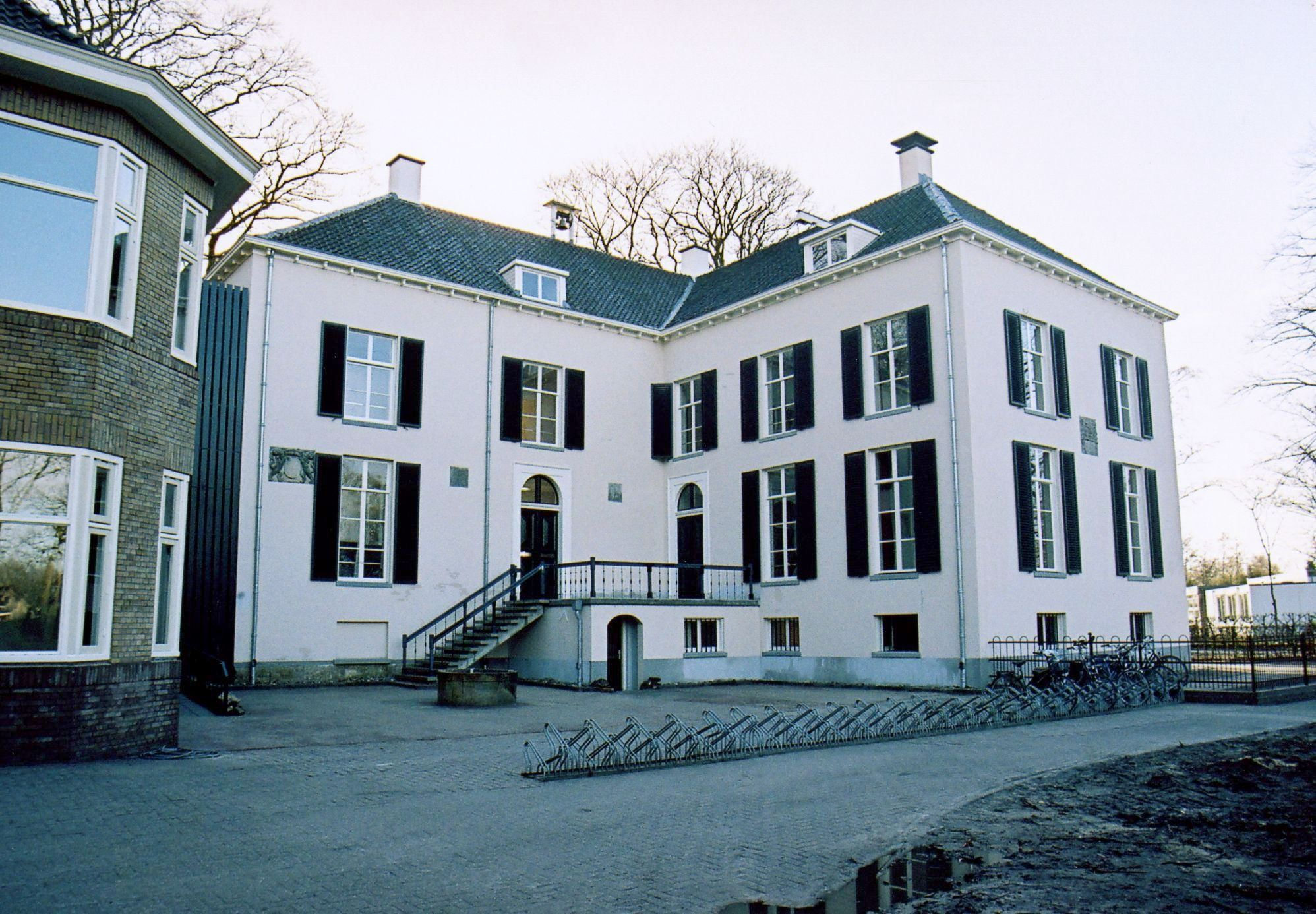
Het zeventiende-eeuwse witgepleisterde hoofdgebouw van Huis Heeckeren (2010)

Theodorus Gerardus Bosch (1726-1802), koopman, eigenaar brandewijnstokerij, lid raad van Utrecht, lid provisioneel bestuur van Utrecht
- Dr. Hendrik Bosch (1768-1800), geneesheer te Utrecht
  - Mr. Johannes Wilhelmus Henricus Bosch (1799-1851), lid Eerste Kamer
    - Jhr. mr. Wilhelmus Johannes Bosch, heer van Oud-Amelisweerd (1829-1899), lid Provinciale en Gedeputeerde Staten van Utrecht; in 1893 verheven in de Nederlandse adel
      - Jhr. mr. Jan Willem Marie Bosch van Oud-Amelisweerd (1860-1941), lid Eerste Kamer
        - Jkvr. Maria Antonia Catharina Gerardine Bosch van Oud-Amelisweerd (1900-1988), lid voogdijraad; laatste telg van de tak Bosch van Oud-Amelisweerd
- Jhr. mr. Paulus Wilhelmus Bosch van Drakestein, (sinds 1807 door koop) heer van Drakestein en de Vuursche (1771-1834), maire van Utrecht en lid Provinciale Staten, in 1829 verheven in de Nederlandse adel
  - Jhr. mr. Willem Bosch van Drakestein (1798-1853), lid raad van Utrecht
    - Jhr. Henricus Paulus Cornelis Bosch van Drakestein, heer van Nieuw-Amelisweerd (1839-1914), lid Eerste Kamer
      - Jhr. Johannes Ludovicus Paulus Bosch van Drakestein, heer van Nieuw-Amelisweerd (1865-1929)
        - Jhr. René Paul Ignace Ghislain Bosch van Drakestein (1904-1974), rentmeester
          - Jhr. Jean-Marie Maurice François Ghislain Bosch van Drakestein (1956), vertaler en tekstschrijver, chef de famille
          - Jhr. ir. René Bosch van Drakestein (1957), restauratie-architect, laatste telg geboren op huis Nieuw-Amelisweerd; medewerker aan Kastelen en ridderhofsteden in Utrecht. Utrecht, 1995, onder andere inzake alle vier de landgoederen die zijn voorvader in 1807 en 1811 gekocht had

        - Jkvr. Jeanne Monica Ghislaine Bosch van Drakestein (1907-1989); trouwde in 1932 met jhr. mr. Reyndert Willem Carel Godard Adriaan Wittert van Hoogland, heer van Hoogmade (1906-2004), militair en kolonel-vlieger

  - Jkvr. Paulina Elisabeth Bosch van Drakestein (1804-1838); trouwde in 1821 met mr. Herman van Sonsbeeck (1796-1865), lid Raad van State en minister
  - Jhr. Hendrik Willem Bosch van Drakestein, heer van Oud- en Nieuw-Amelisweerd (1805-1883)
  - Jkvr. Elisabeth Cornelia Petronella Bosch van Drakestein (1809-1883); trouwde in 1826 met haar volle neef mr. Johannes Wilhelmus Henricus Bosch (1799-1851), lid Eerste Kamer
  - Jhr. mr. Frederik Lodewijk Herbert Jan Bosch van Drakestein, heer van Drakestein (1799-1866), lid Eerste Kamer
    - Jhr.  mr. Paulus Jan Bosch van Drakestein, heer van Drakestein en Drakenburg (1825-1894), Commissaris van de Koningin in Noord-Brabant
      - Jkvr. Maria Henrietta Elisabeth Bosch van Drakestein (1857-1919); trouwde in 1828 met jhr. Petrus van der Does de Willebois (1843-1937), burgemeester van 's-Hertogenbosch (1884-1917), Eerste Kamerlid (1898-1923), mede-oprichter en bestuurslid van de Sint-Radboudstichting
      - Jhr. Frederik Lodewijk Herbert Jan Bosch van Drakestein, heer van Drakestein, Drakenburg en de Vuursche (1871-1911)
        - Jhr. Paulus Jan Bosch van Drakestein, heer van Drakestein en de Vuursche (1901-1955), econoom, land- en bosbouwer; zijn erfgenamen verkochten Drakestein in 1959 aan prinses Beatrix der Nederlanden
        - Jhr. Herbert Paulus Josephus Bosch van Drakestein, heer van Drakenburg (1903-1965), ambassadeur

  - Jhr. mr. Johannes Gerard Bosch van Drakestein (1811-1883), raadsheer gerechtshof van Utrecht
    - Jkvr. Henrica Carolina Paulina Cecilia Bosch van Drakestein (1838-1870); trouwde in 1861 met haar volle neef jhr. Henricus Paulus Cornelis Bosch van Drakestein, heer van Nieuw-Amelisweerd (1839-1914), lid Eerste Kamer

  - Jhr. Gerard Willem Bosch van Drakestein (1813-1862), lid Provinciale Staten van Overijssel, bewoner van Huis Heeckeren in Markelo, op welk huis hij overleed en de meeste van zijn kinderen werden geboren
    - Jhr. Henri Balthazar Rudolf Jozef Aloijsius Marie Bosch van Drakestein (1857-1904)
      - Jhr. Gerard Bosch van Drakestein (1887-1972), wielrenner
        - Jkvr. Margaretha Bosch van Drakestein (1912), illustratrice van kinderboeken
        - Jhr. Henri (Henk) Bosch van Drakestein (1928-1993), jazzmusicus

### Adellijke allianties
- De Bieberstein Rogalla Zawadsky (1820), Van Hogendorp (1837), Van Grotenhuis (1839), Van de Poll (1859), Von Bönninghausen (1861), Van Dorth (1869), Van Nispen (1870 en 1889), Van der Does de Willebois (1878), Serraris (1900), De Borman (1911, Belgische adel) Van Hövell (1915), Michiels (1922), Wittert (1932), Van Weede (1940), Van Boetzelaer (1947), Van Lidth de Jeude (1978), Stratenus (1979)